# Bernard Tomic
Bernard Tomic (Stuttgart, 21 oktober 1992) is een Australische tennisser.

## Carrière
Tomic maakte zijn debuut op de ATP-tour tijdens het ATP-toernooi van Brisbane 2009, waar hij in de eerste ronde met 6-4, 6-2 verloor van de Spanjaard Fernando Verdasco. Op de Australian Open 2009 boekte hij zijn eerste zege op de ATP-tour door met 7-6, 1-6, 7-6, 7-6 te winnen van de Italiaan Potito Starace, in de tweede ronde verloor hij met 6-3, 1-6, 4-6, 2-6 van de Luxemburger Gilles Müller.
Tijdens Wimbledon 2011 bereikte Tomic als qualifier de kwartfinale door achtereenvolgens van Nikolaj Davydenko, Igor Andrejev, Robin Söderling en Xavier Malisse te winnen. In de kwartfinale verloor hij uiteindelijk met 6-2, 3-6, 6-3, 7-5 van de Serviër Novak Đoković. In 2012 werd hij uitgeschakeld door generatiegenoot David Goffin.

## Palmares
| Legenda                       | Legenda               |
| ----------------------------- | --------------------- |
| Grand Slam                    |                       |
| Olympische Spelen             |                       |
| tot 2009                      | vanaf 2009            |
| Tennis Masters Cup            | ATP Finals            |
| ATP Masters Series            | ATP Tour Masters 1000 |
| ATP International Series Gold | ATP Tour 500          |
| ATP International Series      | ATP Tour 250          |

### Enkelspel
| Nr.                  | Datum             | Toernooi       | Ondergrond | Tegenstander in finale | Score               | Details |
| -------------------- | ----------------- | -------------- | ---------- | ---------------------- | ------------------- | ------- |
| Gewonnen finales     |                   |                |            |                        |                     |         |
| 1.                   | 12 januari 2013   | ATP Sydney     | Hardcourt  | Kevin Anderson         | 6-3, 6-7(2), 6-3    | Details |
| 2.                   | 20 juli 2014      | ATP Bogota (1) | Hardcourt  | Ivo Karlović           | 7-6(5), 3-6, 7-6(4) | Details |
| 3.                   | 26 juli 2015      | ATP Bogota (2) | Hardcourt  | Adrian Mannarino       | 6-1, 3-6, 6-2       | Details |
| 4.                   | 30 september 2018 | ATP Chengdu    | Hardcourt  | Fabio Fognini          | 6-1, 3-6, 7-6(7)    | Details |
| Verloren finales     |                   |                |            |                        |                     |         |
| 1.                   | 12 januari 2014   | ATP Sydney     | Hardcourt  | Juan Martín del Potro  | 3-6, 1-6            | Details |
| 2.                   | 27 februari 2016  | ATP Acapulco   | Hardcourt  | Dominic Thiem          | 6-7(6), 6-4, 3-6    | Details |
| Gewonnen challengers |                   |                |            |                        |                     |         |
| 1.                   | 29 februari 2009  | Melbourne      | Hardcourt  | Marinko Matosevic      | 5-7, 6-4 6-3        |         |
| 2.                   | 7 februari 2010   | Burnie         | Hardcourt  | Greg Jones             | 6-4 6-2             |         |

### Dubbelspel
| Nr.                          | Datum          | Toernooi   | Ondergrond | Partner   | Tegenstanders in finale          | Score               | Details |
| ---------------------------- | -------------- | ---------- | ---------- | --------- | -------------------------------- | ------------------- | ------- |
| Verloren finales herendubbel |                |            |            |           |                                  |                     |         |
| 8.                           | 9 oktober 2016 | ATP Peking | Gravel     | Jack Sock | Pablo Carreño Busta Rafael Nadal | 7-6(6), 2-6, [8-10] | Details |

## Resultaten grote toernooien
| Legenda | Legenda                          |
| ------- | -------------------------------- |
| g.t.    | geen toernooi gehouden           |
| l.c.    | lagere categorie                 |
| –       | niet deelgenomen                 |
| G       | uitgeschakeld in de groepsfase   |
| 1R      | uitgeschakeld in de eerste ronde |
| 2R      | uitgeschakeld in de tweede ronde |
| 3R      | uitgeschakeld in de derde ronde  |
| 4R      | uitgeschakeld in de vierde ronde |
| KF      | uitgeschakeld in de kwartfinale  |
| HF      | uitgeschakeld in de halve finale |
| F       | de finale verloren               |
| W       | het toernooi gewonnen            |
| w-v     | winst/verlies-balans             |

### Enkelspel
| toernooi             | 2009 | 2010 | 2011 | 2012 | 2013 | 2014 | 2015 | 2016 | 2017 | 2018 | 2019 | 2020 | 2021 |
| -------------------- | ---- | ---- | ---- | ---- | ---- | ---- | ---- | ---- | ---- | ---- | ---- | ---- | ---- |
| grandslamtoernooien  |      |      |      |      |      |      |      |      |      |      |      |      |      |
| Australian Open      | 2R   | 2R   | 3R   | 4R   | 3R   | 1R   | 4R   | 4R   | 3R   | –    | 1R   | –    | 2R   |
| Roland Garros        | 1R   | –    | 1R   | 2R   | 1R   | 1R   | 2R   | 2R   | 1R   | 1R   | 1R   | –    |      |
| Wimbledon            | –    | 1R   | KF   | 1R   | 4R   | 2R   | 3R   | 4R   | 1R   | 2R   | 1R   | g.t. |      |
| US Open              | –    | –    | 2R   | 2R   | 2R   | 2R   | 3R   | 1R   | 1R   | –    | –    | –    |      |
| ATP Masters 1000     |      |      |      |      |      |      |      |      |      |      |      |      |      |
| Indian Wells         | –    | –    | 2R   | 1R   | 2R   | –    | KF   | 3R   | 1R   | –    | –    | g.t. |      |
| Miami                | –    | –    | 1R   | 2R   | 2R   | 1R   | 3R   | –    | –    | –    | 2R   | g.t. |      |
| Monte Carlo          | –    | 1R   | –    | 2R   | 1R   | –    | 2R   | –    | 1R   | –    | –    | g.t. |      |
| Madrid               | –    | –    | –    | 1R   | 1R   | –    | 1R   | 1R   | 1R   | –    | –    | g.t. |      |
| Rome                 | –    | –    | –    | 2R   | –    | –    | 1R   | 1R   | 1R   | –    | –    | –    |      |
| Montreal/Toronto     | –    | –    | 2R   | 2R   | 1R   | 1R   | 3R   | 3R   | –    | –    | 1R   | g.t. |      |
| Cincinnati           | –    | –    | –    | 3R   | –    | 1R   | 2R   | KF   | –    | –    | –    | –    |      |
| Shanghai             | –    | –    | 3R   | 1R   | 1R   | 1R   | KF   | 1R   | –    | –    | –    | g.t. |      |
| Parijs               | –    | –    | –    | –    | 1R   | –    | 2R   | –    | –    | –    | –    | –    |      |
| olympisch            |      |      |      |      |      |      |      |      |      |      |      |      |      |
| Olympische Spelen    | g.t. | g.t. | g.t. | 1R   | g.t. | g.t. | g.t. | –    | g.t. | g.t. | g.t. | g.t. |      |
| statistieken         |      |      |      |      |      |      |      |      |      |      |      |      |      |
| totaal aantal titels | 0    | 0    | 0    | 0    | 1    | 1    | 1    | 0    | 0    | 0    | 0    | 0    | 0    |
| eindejaarsranking    | 286  | 208  | 42   | 52   | 51   | 56   | 18   | 26   | 140  | 83   | 185  | 226  |      |

### Dubbelspel
| grandslamtoernooien  |      |      |     |      |      |      |     |      |      |      |      |   |
| Australian Open      | 1R   | –    | –   | –    | –    | –    | –   | –    | –    | –    | –    | – |
| Roland Garros        | –    | –    | 1R  | –    | –    | –    | 1R  | 1R   | –    | –    | –    |   |
| Wimbledon            | –    | –    | –   | 1R   | –    | –    | –   | –    | –    | –    | g.t. |   |
| US Open              | –    | 1R   | 2R  | 2R   | 1R   | –    | –   | –    | –    | –    | –    |   |
| ATP Masters 1000     |      |      |     |      |      |      |     |      |      |      |      |   |
| Indian Wells         | –    | –    | –   | –    | –    | –    | 1R  | 2R   | –    | –    | g.t. |   |
| Miami                | –    | –    | 1R  | 1R   | –    | –    | –   | –    | –    | –    | g.t. |   |
| Monte Carlo          | –    | –    | –   | HF   | –    | 1R   | –   | –    | –    | –    | g.t. |   |
| Madrid               | –    | –    | –   | –    | –    | –    | 1R  | –    | –    | 1R   | g.t. |   |
| Rome                 | –    | –    | 1R  | –    | –    | 1R   | –   | –    | –    | –    | –    |   |
| Montreal/Toronto     | –    | –    | –   | –    | –    | –    | 2R  | –    | –    | –    | g.t. |   |
| Cincinnati           | –    | –    | –   | –    | –    | –    | 2R  | –    | –    | –    | –    |   |
| Shanghai             | –    | –    | 1R  | 1R   | –    | 2R   | –   | –    | –    | –    | g.t. |   |
| Parijs               | –    | –    | –   | –    | –    | –    | –   | –    | –    | –    | –    |   |
| olympisch            |      |      |     |      |      |      |     |      |      |      |      |   |
| Olympische Spelen    | g.t. | g.t. | –   | g.t. | g.t. | g.t. | –   | g.t. | g.t. | g.t. | g.t. |   |
| statistieken         |      |      |     |      |      |      |     |      |      |      |      |   |
| totaal aantal titels | 0    | 0    | 0   | 0    | 0    | 0    | 0   | 0    | 0    | 0    | 0    | 0 |
| eindejaarsranking    | 877  | 755  | 562 | 154  | —    | 304  | 145 | 285  | 624  | —    | —    |   |